# 向秀
向 秀（しょう しゅう、生没年不詳）は、魏から西晋にかけての文人。字は子期。司隸河内郡懐県の人。竹林の七賢の一人。『晋書』に伝があるほか、『世説新語』「言語篇」注と『太平御覧』巻四〇九に『向秀別伝』なる伝記の逸文が残る。

## 経歴
嵆康・呂安と親交が深く、嵆康とともに鍛冶仕事をしたり、呂安とともに野良仕事をしたりするなど富貴を求めず悠々自適の生活を送っていた。嵆康や呂安は俗習にとらわれずほしいままの態度をとっていたのに対し、向秀は読書を好んだため、二人は向秀をあざ笑っていた。
老荘の道を好み、『荘子』の注釈を作ろうとした。すると嵆康は「この本にどうしてこれ以上注釈など必要とするだろうか。まさに読む人が楽しみをなすのを邪魔するのみである」と反対したが、注釈が完成すると世に絶賛され「これを読む者は超然として心に悟り、一時のうちに自ら満足しない者はいなかった」と言われた。呂安は「荘周は死せず」と賞賛した。
また、『周易』の注を作ったが、こちらは「大義は見るべきものがあるが、『荘子』の注が絶倫であるのには及ばない」といまいちの評判であった。
景元4年（263年）に親友の呂安と嵆康が「官職にもつかず、世間を馬鹿にしておごり高ぶっているような人間は、無用な人間である」というかどで処刑されると、一転して郡の招聘に応じて上計吏となって都に登った。司馬昭がその変節を笑って「君には隠者の志があると聞いていたが、なぜここにいるのかな？」と尋ねると「隠者は気難しいだけで聖王の心に及びません。敬慕するに足りましょうか」と答えた。その後、散騎侍郎・黄門侍郎・散騎常侍などを歴任し、在職中に死去した。
文学作品に『思旧賦』がある。これは、ある寒い日の夕暮れに昔の住まいを通り過ぎた際、どこからともなく笛の音が聞こえてきたため、嵆康・呂安と過ごした旧事を思い出し、感傷に堪えず作ったという。